# Нижняя Айпа
Нижняя Айпа (Нижняя Айла, Айпа) — река в России, течёт по территории Мезенского района Архангельской области. Устье реки находится в 82 км по левому берегу реки Пёзы на высоте 15 м над уровнем моря. Длина реки составляет 44 км, площадь водосборного бассейна 279 км². Притоки: Левая Айпа, Правая Айпа, Чугунный.

## Данные водного реестра
По данным государственного водного реестра России относится к Двинско-Печорскому бассейновому округу, водохозяйственный участок реки — Мезень от водомерного поста деревни Малонисогорская и до устья. Речной бассейн реки — Мезень.
Код объекта в государственном водном реестре — 03030000212103000050053.